# Kariane Costa
Kariane Costa   (1982) és una periodista brasilera.
Periodista en exercici des del 2005, el 2013 va començar a treballar a l'Empresa Brasil de Comunicação (EBC) i des del 2016 va ser representant dels empleats al consell d'administració de l'empresa pública. Va denunciar assetjament moral per part de la seva empresa, que la va acusar de difamació, quan Jair Bolsonaro era el president del país.
La seva situació va canviar amb el canvi de govern. El 13 de gener de 2023 va ser nomenada directora interina de l'EBC per a dur a terme una transició. Fou nomenada pel president Lula da Silva després de destituir la direcció de tots els mitjans de comunicació públics brasilers pel tractament de l'Assalt als Tres Poders del Brasil de 2023. Costa va treballar en un equip on també hi ha Rita Freire, Juliana Cézar Nunes, Nicole Briones i Flávia Filipini. El 14 de febrer de 2023, va integrar-se en l'equip del nou director titular de l'entitat, Hélio Doyle.